# Лејк Лусерн (Флорида)
Лејк Лусерн (енгл. Lake Lucerne) град је у америчкој савезној држави Флорида.

## Демографија
По попису из 2000. године број становника је 9.132.
| Група             | 2000.         | 2010.    |
| Белци             | 141 (1,5%)    | 0 (0,0%) |
| Афроамериканци    | 7.648 (83,7%) | 0 (0,0%) |
| Азијати           | 15 (0,2%)     | 0 (0,0%) |
| Хиспаноамериканци | 1.353 (14,8%) | 0 (0,0%) |
| Укупно            | 9.132         | 0        |